# Evert van de Vliert
Evert van de Vliert (1940) is een Nederlands psycholoog en emeritus hoogleraar "Organisatie en toegepaste sociale psychologie" aan de Rijksuniversiteit Groningen sinds 1986.
Van de Vliert studeerde psychologie Vrije Universiteit van Amsterdam, en promoveerde hier in 1973 op het proefschrift "Rolgedrag in de organisatie : een empirische studie bij de afdelingen Organisatie en Efficiency van de Nederlandse ministeries". Na zijn studie bleef hij werken als wetenschappelijk medewerker bij de vakgroep Sociale Psychologie aan Vrije Universiteit, Amsterdam. In 1986 werd hij hoogleraar Rijksuniversiteit Groningen, waarbij hij de inaugurele rede sprak getiteld "Interventie bij weerstand tegen organisatieverandering". Hij is verder betrokken geweest bij de Universiteit van St. Andrews in Scotland, en de Koninklijke Militaire Academie. Sinds 2005 is hij als emeritus-hoogleraar verbonden aan de Rijksuniversiteit Groningen. Sindsdien is hij nog hoogleraar aan de Universiteit van Bergen in Noorwegen. 

## Publicaties
- 1974. Rolgedrag in de organisatie : een empirische studie bij de afdelingen Organisatie en Efficiency van de Nederlandse ministeries. Deventer : Kluwer.
- 1983. Rollen : persoonlijke en sociale invloeden op het gedrag. Met Adriaan Visser (red.). Meppel [etc.] : Boom.
- 1983. Rolspanningen. (red.)
- 1983. Samenwerken op bouwplaatsen. Met J.W. Hordijk. Rotterdam : Stichting Bouwresearch.
- 1987. Interventie bij weerstand tegen organisatieverandering. Alphen aan den Rijn : Samsom.
- 1990. Doelmatig organiseren. Met Gert Alblas. Groningen : Wolters-Noordhoff.
- 2007. Klimaten creëren culturen.